# 昭和研究会
昭和研究会  (しょうわけんきゅうかい）は、近衛文麿の私的ブレーントラスト  (政策研究団体）。主宰者は近衛のブレーンの一人だった後藤隆之助。1933年  (昭和8年）12月27日設立 – 1940年  (昭和15年）11月19日廃止。ただし、正式な組織として発足手続が取られたのは1936年  (昭和11年）11月に入ってからである。

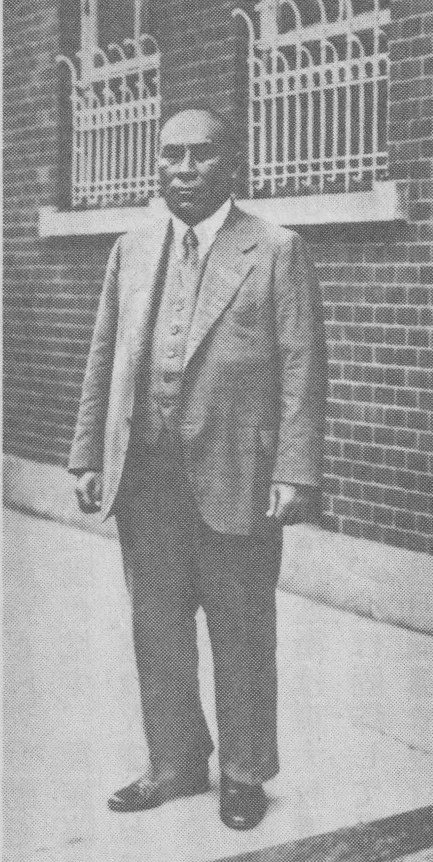
後藤隆之助

## 概要
後藤隆之助は、昭和恐慌の中で窮乏する農村救済を元学友の近衛文麿に訴え、1933年8月1日に時事問題懇談会を主催する後藤事務所を創設し、蠟山政道とともに組織の綱領をつくる。そして、12月27日にこの会を「昭和研究会」と命名して「現行憲法の範囲内で国内改革をする。」「既成政党を排撃する。」「ファシズムに反対する。」等を根本方針に掲げた。当初は近衛を囲む政治・経済・社会に関する私的勉強会の色合いが強く、組織と呼べるような形態にはなっていなかった。
1936年 (昭和11年）に入って近衛が首相候補として浮上してくると、正式な団体としての結成が行われ、同年11月に設立趣意書が発表された。その事業要綱には「非常時局を円滑に収拾し、わが国力の充実発展を期するため、外交、国防、経済、社会、教育、行政等の各分野にわたり、刷新の方策を調査研究する」ことを謳った。常任委員及びこれを補佐する委員の下に部会 (最盛期で10あった）が設置され、各部会ごとに専門委員会や研究会が組織されて、各界のメンバーが調査研究にあたった。これは近衛文麿 (後に近衛内閣）に答申された他、一般向けの書籍の形でも公開された。
東亜協同体論や新体制運動促進などを会の主張として掲げ、後の近衛による「東亜新秩序」・「大政翼賛会」に大きな影響を与えることとなるが、同時に平沼騏一郎など国粋主義を掲げる政治家・官僚・右翼から「アカ」などの批判・攻撃となって現れるようになる。また、新体制運動などに対しても会員間で意見の相違 (大政翼賛会を「政治結社」とするか「公事結社」とするか）が現れるようになった。このため、昭和研究会は大政翼賛会に発展的に解消するという名目によって1940年11月に解散した。

## 経緯

### 前身
後藤隆之助は1923年 (大正12年）に大日本連合青年団に参画し農業問題や教育問題に取り組んでいたが、この時期は近衛が大日本連合青年団のための施設として設立された日本青年館の初代館長をしていた時期 (1921年9月 – 1924年10月）と重なり、1930年代の後藤は近衛の側近の地位を確立する。
近衛と後藤は一高、京都帝国大学時代からすでに懇意にしており、これを契機に日本青年館の機構改革を行った。このことにより一層二人の親交が深まった。
また、当時の文部省の管轄下にあった大日本連合青年団の本来の目的は、地方の青年を集落ごとに組織して勤労精神・協調的態度・道徳意識を育てることだった。
後藤は大日本連合青年団で農業問題に取り組む中、昭和恐慌や米の大豊作による米価の大暴落および繭の大暴落によって疲弊・窮乏化し、小作争議も増加する農村の問題が表面化した。こうした社会情勢に対応すべく、1931年に大日本連合青年団に思想対策の研究懇親会と農村問題研究会が設立された。農村問題研究会のメンバーの問題意識は、農村をいかに更生させるかにかかっていた。同年には満州事変が発生しクーデター未遂事件の十月事件が起こり、翌年1932年 (昭和7年）には血盟団事件および五・一五事件も発生し政治は激しく揺れ動くこととなった。
そのような状況の中、同年6月に後藤は大日本連合青年団の代表としてチェコスロバキア独立記念祭に参加するとともに、ソ連をはじめとする欧米各国歴訪の旅に出かけた。チェコの首都プラハで初代大統領のトマーシュ・マサリクに会う。ドイツ・ベルリン滞在時にはアドルフ・ヒトラーの大衆を前にして演説を聞いた。モスクワではレーニン廟上のスターリンの姿を目にする。更に外遊は続き、デンマーク、フランス、イタリア、スイスの各国を歴訪した。また、ジュネーブでは満州国問題において国際連盟で42対1で完敗し、連盟脱退を余儀なくされ国際的に孤立する日本の姿を見ることになった。その後、イギリスを経てアメリカに渡り、ルーズベルト大統領がブレーントラストを設置し、大統領の権限を強化してニューディール政策を進めていることに感銘を受け1933年5月に帰国する。

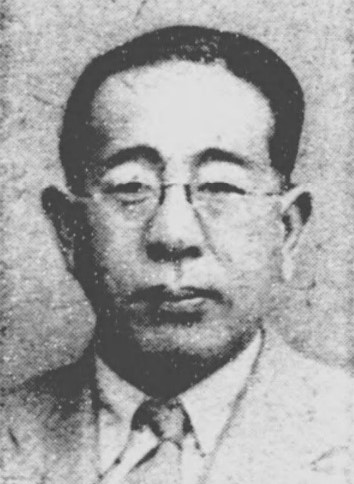
蠟山政道

帰国して早々、迎えの人々から国内情勢が大きく変化していることを聞く。近衛文麿の首相出馬要望が高まっていることを聞くと、大日本連合青年団を辞して激変する内外の情勢に対応する為の政策研究団体を設立する意思を固めた。同年10月1日、後藤は近衛と相談して新団体の母体となる時事問題懇談会を主催する個人事務所である後藤事務所を青山の志賀邸の近くに創設する。幹事に蠟山政道が就任する。
10月9日、国防外交の会第一回会合を近衛文麿を中心に霞山会館で開催し、海軍から石川信吾、陸軍から鈴木貞一、政界から芦田均、ジャーナリズムから稲原勝治、米田実、志賀直方、近衛文麿、蠟山政道、後藤隆之助、酒井三郎らが出席した。
10月19日、教育研究会が開催され毎週一回開催することが決まる。参加者は農林大臣後藤文夫、阿部重孝、関口泰。
宮島清、城戸幡太郎、大島正徳、田沢義鋪、佐々木秀一、菊池慎三、蠟山政道、後藤隆之助、酒井三郎、西村房太郎だった。
10月20日、毎週大衆政党の政策を聴くこととなった。社会大衆党から麻生久、同党から亀井貫一郎、昭和研究会初期メンバーとなる井川忠雄より説明を聞く。また同日、財政問題の会を開催する。参加者は土方成美、青木得三、河合良成、井川忠雄、近衛文麿、志賀直方、後藤隆之助、酒井三郎だった。
11月4日、第一回農林計画委員会開催 (毎週一回開催）、参加者は後藤文夫、岡田温、那須皓、小平権一、東畑精一、千石興太郎、蠟山政道、佐藤寛次、小野武夫、橋本清之助、後藤隆之介、酒井三郎だった。
11月7日、社会経済の会開催、参加者は北岡寿逸、松岡駒吉、麻生久、三輪寿壮、河合栄治郎、三宅晴暉、亀井貫一郎、後藤隆之介、酒井三郎だった。
11月10日、行政問題研究会開催、参加者は佐々井一晁、菊池慎三、前田多門、佐々弘雄、唐沢俊樹、志賀直方、蠟山政道、井川忠雄、後藤隆之介、酒井三郎だった。数日後の読売新聞に「研究会は近衛文麿公の国策研究機関云々」という記事が出てしまい、近衛は政権に野心が有ると見られるのを嫌い特別な会合以外には出席しなくなった。
11月25日、金融問題研究会開催、参加者は新木栄吉、田辺加多丸、加納久朗、荒木岩太郎、蠟山政道、井川忠雄、後藤隆之介、酒井三郎だった。
11月22日、時事問題懇談発起人会開催、参加者は那須皓、河合栄治郎、前田多門、佐藤寛次、有馬頼寧、蠟山政道、井川忠雄、後藤隆之介、酒井三郎だった。
12月27日に時事問題懇談会を霞山会館で開催し会の名前を昭和研究会に変更した。集まったのは、有馬頼寧、河合栄治郎、佐藤寛次、那須皓、前田多門、後藤隆之助、井川忠雄、酒井三郎である。これらの参加者の推薦で、新木栄吉、河上丈太郎、松岡駒吉、関口泰、田沢義鋪、田辺加多丸、東畑精一、田島道治を加えることが決まった。参加者の多くが近衛に近い人物で、近衛が政権を担当する時のために政策を用意したいという気持ちがあった。しかし席上、関口泰から「特定の個人のために研究をするのではなく、激動する内外の情勢に対して、日本のあるべき制作を研究すべき。」との意見があり全員が賛同し、今後は各自が会合のたびに会費を持ち寄り会合を行うことが決まった。
その後、何度か会合を続けるなか、蠟山が、政治外交、金融財政、経済社会、労働、農村、教育などについてまとめた「昭和国策要綱」草案を作成し、これをもとにして審議が進められるようになった。この要綱審議と同時に松井春生の「経済参謀本部論」、三浦銕太郎・石橋湛山・山崎靖純の「統制経済について」、大蔵公望の「満州問題」をヒアリングした。またアメリカから帰国した高橋亀吉からニューディール政策について講話を受けた。
1935年 (昭和10年）3月5日に移転を決定、国策研究所の創立について後藤隆之助、蠟山、大蔵、井川、酒井が集まり協議し、研究会の基本方針を以下のように定めた。
上述の方針のもと次の会合には、上記メンバーに佐々弘雄と高橋亀吉が加わり、蠟山とともに高橋が週に2、3回出勤し、政治・経済両部門の柱を持つに至る。蠟山の紹介で谷川興平、高橋の紹介で岩崎英恭の2人が入所。昭和11年 (1936年）には佐々の紹介で大山岩雄が入所した。

### 発足
1936年 (昭和11年）11月に昭和研究会設立趣意書が発表された。
1936年には二・二六事件が発生しており、この事件によって岡田啓介内閣が倒れ、3月4日に近衛文麿に大命が降下したが、近衛は病気を名目に大命を拝辞した。これによって、昭和研究会に参加していた人のうち何名かの足は遠のいた。廣田内閣、林内閣が短命に終わり、1937年 (昭和12年）6月、第1次近衛内閣が成立した。この内閣に昭和研究会関係者から、賀屋興宣 (大蔵大臣)、有馬頼寧 (農林大臣)、吉野信次 (商工大臣)が入閣している。また風見章が書記官長として加わった。
その直後に日中戦争が起こると、10月に後藤隆之助と酒井は朝鮮、満州、北支の視察に出かけた。満ソ国境第1線の東寧に鈴木貞一部隊長を訪ね、佐々弘雄の紹介で黒河省の甲斐政治と奉天の平貞蔵に会う。この縁で平貞蔵は昭和研究会に関係することとなり、甲斐政治は後に大政翼賛会入りすることとなった。天津では満鉄の石原重高と曹汝霖にも会い、北京で同盟通信社の松方三郎と対支政策の根本問題について意見を交わした。

### 展開

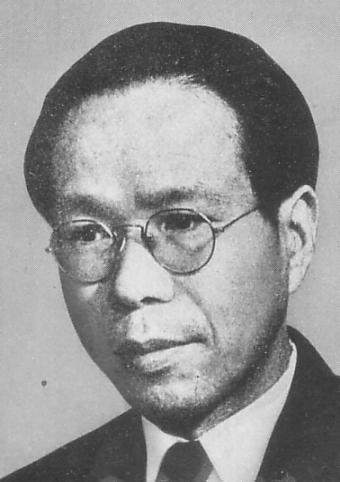
三木清

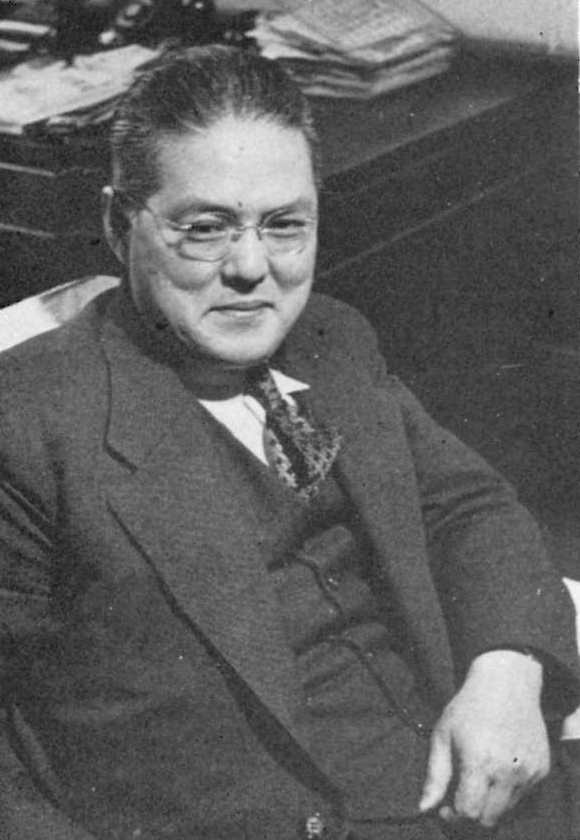
笠信太郎

その後、三木清、矢部貞治、笠信太郎が常任委員として加わる。また宇都宮徳馬、平貞蔵、朝日新聞から大西斎、尾崎秀実、沢村克人、益田豊彦、清水幾太郎などが委員として参加し、新たな会員を増やしていくことになる。
次第に専門研究会が増加し、1938年 (昭和13年) の1月に髙橋、松井、佐々が集まり検討した結果、專門研究会を増やすことと、それぞれの部門を一層專門化すること、および若手中心に移行することを決めた。年度が進むにつれ研究会の数は増加した。1938年（昭和13年）の研究会の組織は以下のとおりである。
1. 世界政策研究会
2. 政治部門
    1. 政治動向研究会
  2. 政治機構研究会
3. 経済部門
    1. 経済情勢研究会
  2. 増税研究会
  3. 財政金融研究会
  4. 予算編成に関する研究会
  5. 貿易研究研究会
  6. 農業団体統制研究会
  7. 農業政策研究会
  8. 労働問題研究会
  9. 東亜ブロック研究会
4. 世界部門
    1. 支那問題研究会
  2. 外交問題研究会
5. 文化部門
    1. 文化研究会
  2. 教育問題研究会

このように、昭和研究会は多くの専門研究会が作られるようになった。専門性が高くなり分野ごとの人も増えたため、相互交流のために会の中堅層を集めた七日会が1934年6月7日から開催されるようになった。また、1938年4月には将来の政治力結集をねらって、唐沢俊樹、岸道三、松井春生、千葉三郎、橋本清之助を幹事とする七日会同様に、中堅層による昭和同人会が設立された。七日会と昭和同人会は中央の組織を目指したものであったが、全国的な地方組織を結成するために1934年の春頃から壮年団の結成準備を進め、8月には壮年団期成同盟を立ち上げた。壮年団運動の狙いは新党の結成であったが、政治的色彩を押し出さずに農業の再編成と農村の諸問題を取り上げるとともに、諸問題を改善・改革するという地道な方針を定めた。これと同様に昭和研究会より若いメンバーによるグループで構成された東亜クラブ、1938年9月には佐々弘雄と平貞蔵による昭和研究会の若返りを目指すための組織として昭和塾が発足した。1936年（昭和11年）末に時局懇談会を設けたが、昭和研究会が政策を研究し樹立するための機関であり、昭和研究会が樹立した政策を実行推進する団体であり昭和研究会とは性格を異にしていた。このため一般には発表されなかった。全国的な地方組織の結成を目指す、羽生三七、平井羊三、林広告らを指導者とする若者たちの国民運動研究会が、1938年6月から同士の結集の呼びかけおよび全国各地を訪問して座談会や講演会を開催することとなった。このように、昭和研究会の発達と並行して関連団体が多数発足していくこととなった。

### 大政翼賛会へ
昭和研究会は東亜協同体論や新体制運動促進などを会の主張として掲げ、のちの近衛による「東亜新秩序」・「大政翼賛会」に大きな影響を与えることとなる。大政翼賛会設立前の検討段階で近衛が首相になって行う運動は、志を同じくするものだけの組織を作ることができず、否応なく陸海軍や内務省、政党、その他右翼などの意見を統合し纏めることが必要だったが実現性に乏しかった。その上、国の予算で運動を行うのでは意味がない。このため沢村克人、大山岩雄、酒井三郎の3人で後藤隆之助に会い、新体制運動を断念することを進言したが聞き入れられなかった。後藤の強い思いに従い、多くの者が翼賛会に参加した。しかし、10月12日の新体制の発足式の近衛は挨拶の中で
とあり、昭和研究会のメンバーだけではなく一部の右翼関係者以外の多くの者が失望した。昭和研究会だけでなく、参加者のうち親軍党を設立を目論んでいたものや政党出身者は、同床異夢を描いていたため落胆失望が大きかった。後藤隆之助の目論見では、当初新体制運動に結集する人物はかねてから目星をつけていた人物を選抜するつもりであった。しかし、新体制参加を望んで政党が一斉に解党してしまったため、結局大政翼賛会に全部を押し込むことになってしまった。このため議員らの不満が次第に高まり、翼賛会の予算審議の中で不満が爆発することとなる。議員たちは翼賛会を攻撃し、後藤隆之助に対して「アカ」という攻撃まであった。また第七十六議会の衆議院予算委員会で、小泉純也は以下のように批判している。
政府は翼賛会の性格を追求され、内務大臣の平沼騏一郎は翼賛会とは政治結社ではなく公事結社であり、例えるなら「衛生組合」のようなものといった答弁をした。
全国の地方組織は各県知事が関与することとなり、人選は知事を通して内務省が握ることとなった。翼賛会は、軍と官僚の意図していた戦争遂行の道具になってしまった。また勝間田清一と和田耕作が企画院事件に連座して、逮捕されるという事件も発生する。そればかりでなく、翼賛会の予算は国会で年額八〇〇万円に減額され、国会からも軍部からも組織改編が求められた。このため1941年（昭和16年）3月に有馬頼寧、後藤隆之助以下の昭和研究会からの参加者全員の辞表が提出された。大政翼賛会は当初の目論見と異なった方向に大転換することとなった。
後藤は後に当時のことを以下のように振り返っている。

### 解散
後藤隆之助を中心に大半の昭和研究会メンバーが大政翼賛会入りをしたため、昭和研究会は事務局を含めて極めて手薄になった。経費については後藤が面倒を持つということで、会を存続するために後藤隆之助の後任になる主宰者選定を行ったが適任者が見つけることができなかった。解散を決定するための常任委員会は、一度で決定する事ができず継続して論議された。特に三木清は解散に強く反対した。しかし他の委員の殆どは解散やむなしということになり、解散が決まった。1940年（昭和15年）11月19日、丸の内会館にて解散の会が催された。
昭和研究会のメンバーが同会から発展する形で独自に結成した「昭和塾」は研究会解散後も活動を継続したが、1941年（昭和16年）のゾルゲ事件で昭和塾の幹部である尾崎秀実が逮捕されたことによって昭和塾は同年9月に解散されることになった。

### 戦後
後藤隆之助は、昭和研究会の関係者を集めて昭和同人会を再興したが、その組織は細々としたものであった。昭和研究会の再興より優先されたのは、近衛の伝記の編纂と刊行であった。近衛文麿伝記編纂刊行会を設立し後藤隆之助が資金集めに奔走し、旧昭和研究会のメンバーであった矢部貞治等が執筆を行った。

## 組織

### 政治部門
第一次近衛内閣の成立前の1937年（昭和12年）3月、政治機構改革研究会の第1回の会合を開催した。委員は、唐沢俊樹、佐々弘雄、松井春生、中村敬之進、蠟山政道らであった。それ以外に松井の下で働いていた高橋元その後、会合を重ねるうちに、亀井貫一郎、河野密、木村正義、関口泰、長谷川如是閑、橋本清之助、船田中、前田多門らが委員に加わった。政治機構改革研究会では評論会、学会、政党、財界の有識者から政治機構について改革の必要性についての意見を聞き、その後委員が試案を作成しこれをたたき台として、改革案をまとめていく方法を取った。喫緊の課題として取り上げたのは、大臣長官分離制、少数閣僚制、内閣直属の総務局・企画局・情報局新設拡充であった。これらの改革案は同年6月に発足した第一次近衛内閣に風見内閣書記官長から提案された。
1938年（昭和13年）7月に「貴族院改革試案」、8月に「内閣制度改革要項」を発表する。
1940年（昭和15年）6月、「政治機構改新大綱」を発表する。

### 経済部門
1936年（昭和11年）に高橋亀吉が昭和研究会に参加し昭和研究会独自の国家経済動員計画を考案する。
1937年（昭和12年）12月髙橋を中心に「民間経済中枢機関試案」策定し発表する。
1938年、昭和研究会の経済部会に笠信太郎が参加することになった。笠が加わり経済部会は2つのグループに分かれて研究を行うことになった。髙橋を中心とするグループは、国債の依存問題や税収問題を中心とした財政問題を担当した。一方笠が属するグループでは日本資本主義を根底から再編成する計画を練ることになった。
1938年（昭和13年）2月に「臨時経済調整庁案要綱」を発表する。同年12月に「東亜ブロック経済研究覚書」を配布した。
1939年（昭和14年）7月に「東亜経済ブロックの特質とその世界史的意義」を発表した。
1939年（昭和14年）8月に有沢広巳を中心に執筆した「日本経済再編成試案」を公表し、財界に衝撃を与え反対にあう。また、笠が有沢の再編成試案について意見を聞き、研究会を開きまとめを行い、笠信太郎が有沢試案とは別な形の「日本の再編成」を1939年（昭和14年）12月に中央公論社から発刊した。知識人層からは迎えられてベストセラーになるも、保守的財界やこれらと関係している右翼からは「赤」だと猛反発を受けた。

### 世界部門
1936年（昭和11年）6月に支那問題委員会の第1回会合が開かれ、当初の委員は青木一男、伊沢道雄、大西斎、十河信二、高木陸郎、坂西利八郎、津田静枝、土屋計左右、油谷恭一、吉岡文六、大蔵公望、風見章、後藤隆之助、瀧正雄、那須皓である。参加するメンバーは戦争回避という点では一致していたが、民族統一に対する考えは様々であり意見の一本化が困難であった。
そこで、酒井らは下部組織の若手による支那問題研究会をつくり委員長には風見章を据えた。若手の研究会で得た成果や意見を上級委員会に提出し、上級委員会が昭和委員会の意見としてまとめ上げる方式を取った。このような体制を取ることで、上級委員会での意見の一本化がスムーズに進むようになった。委員は、尾崎秀実、小沢正元、後藤貞治、荘原達、田中香苗、中村常三、樋口弘、堀江邑一、山上正義、大山岩雄、酒井三郎である。
盧溝橋事件勃発後の1936年（昭和12年）10月には、後藤隆之助と酒井が朝鮮、満州、北支を視察する。同年12月、支那事変収拾第次案を政府に建言する。

### 文化部門
昭和12年、世界政策研究会を設置。委員は、永井松三、林久治郎、古垣鉄郎、山川端夫、後藤文夫、大蔵公望、蠟山政道、佐々弘雄、佐藤安之助、石田礼助、芦田均、伊藤正徳、有田八郎、春生、那須皓、後藤隆之助である。
三木清が『中央公論』1937年(昭和12年1月号）に書いた「日本の現実」という支那事変の文化史的意義についての評論に酒井が触発され、毎月1回開催されていた「七日会」にて三木清の講義を聞いた。「支那事変の世界史的意義」という講話では、「日本の世界史的使命は、リベラリズム、ファシズムを止揚し、コミュニズムに対抗する根本理念」を把握することであり、これを空間的に言えば「東亜の統一」であり、時間的に言えば「資本主義社会の是正」であった。
こうした三木の思想に感銘を受けた会員たちは文化研究会を設けることを決定し、三木清が委員長になった。委員は、加田哲二、三枝博音、清水幾太郎、中島健蔵、菅井準一、福井康順、船山信一らで、のちに佐々弘雄、笠信太郎、矢部貞治が随時加わり、気鋭の哲学者・政治学者・思想家・歴史家・社会学者・自然科学者が参加した。1938年の夏には現代経済の動向や思想状況についての講義を開催した。笠信太郎が「経済再編成」、加田哲二が「日本主義」、三木清が「儒教の特質と定義」について解説を行った。
研究会の討議の結果は三木が取りまとめ全員が討議した後に「新日本の思想原理」というパンフレットを作成し1939年（昭和14年）1月に発表した。同パンフレットは上海にも中国語に翻訳されて発表された。引き続き文化研究会は開催され「新日本の思想原理」の続編に当たる「新日本の思想原理 続編 ー協同主義の哲学的基礎ー」を1939年（昭和14年）9月に発表した。また経済再編成研究会の協力及び、笠信太郎の協力のもとで「協同主義の経済倫理」をまとめ1939年（昭和15年）9月に発表した

。文化研究会は発足から2年余りで一定の成果を収めた。

## 常任委員・委員・各部研究委員

### 昭和研究会常務委員
| - 大蔵公望 - 後藤隆之助 - 東畑精一 - 三木清 | - 唐沢俊樹 - 佐々弘雄 - 那須皓 - 山崎靖純 | - 賀屋興宣 - 田島道治 - 野崎龍七 - 蠟山政道 | - 後藤文夫 - 高橋亀吉 - 松井春生 |

### 昭和研究会委員
| - 青木一男 - 大河内正敏 - 膳桂之助 - 津田信吾 - 村田省蔵 | - 有田八郎 - 風見章 - 瀧正雄 - 暉俊義策 - 湯沢三千男 | - 石黒忠篤 - 河上弘一 - 谷口吉彦 - 古野伊之助 - 吉田茂 (内務官僚) | - 今井田清徳 - 小日山直登 - 津島寿一 - 三浦銕太郎 - 吉野信次 |

### 世界政策研究会委員
| - 有田八郎 - 賀屋興宣 - 膳桂之助 - 那須皓 - 三浦銕太郎 | - 青木一男 - 後藤文夫 - 田島道治 - 野崎龍七 - 山崎靖純 | - 大蔵公望 - 後藤隆之助 - 高橋亀吉 - 松井春生 - 吉田茂 (内務官僚) | - 唐沢俊樹 - 佐々弘雄 - 東畑精一 - 三木清 - 蠟山政道 |

### (事務局関係)
| - 堀江邑一 - 酒井三郎 - 山崎和勝 | - 岩崎英恭 - 菅沼秀助 | - 大山岩雄 - 溝口勇夫 | - 大浦威 - 水野成 |

### 東亜政治研究会委員
| - 岡崎三郎 - 小林幾太郎 - 土井章 - 谷川興平 | - 大西斉 - 佐々弘雄 - 中村常三 - 蠟山政道 | - 尾崎秀実 - 田中香苗 - 波多野乾一 - 笠信太郎 | - 後藤隆之助 - 平貞蔵 - 樋口弘 - 和田耕作 |

### (事務局関係)
| - 堀江邑一 - 水野成 | - 大山岩雄 | - 酒井三郎 | - 溝口勇夫 |

### 東亜経済ブロック研究委員
| - 猪谷善一 - 金原賢之助 - 松井春生 - 吉田寛 | - 姉川武嗣 - 高橋亀吉 - 三浦銕太郎 - 笠信太郎 | - 加田哲二 - 千葉秦一 - 山崎靖純 - 和田耕作 | - 景山誠一 - 友岡久雄 - 湯川盛夫 |

### (事務局関係)
| - 堀江邑一 | - 岩崎英恭 | - 山崎和勝 |

### 文化問題研究委員
| - 後藤隆之助 - 菅井準一 - 林達夫 - 吉田寛 | - 姉川武嗣 - 高橋亀吉 - 三浦銕太郎 - 笠信太郎 | - 加田哲二 - 千葉秦一 - 山崎靖純 - 和田耕作 | - 景山誠一 - 友岡久雄 - 湯川盛夫 |

### (事務局関係)
| - 堀江邑一 | - 大山岩雄 | - 酒井三郎 | - 菅沼秀助 |

### 政治動向研究会委員
| - 伊藤述史 - 桐原葆見 - 平貞蔵 - 平井羊三 - 三木清 | - 市川清敏 - 後藤文夫 - 暉崎義策 - 古野伊之助 - 吉田茂 (内務官僚) | - 稲葉秀三 - 後藤隆之助 - 橋本清之助 - 山崎靖純 - 蠟山政道 | - 勝間田清一 - 佐々弘雄 - 林広吉 - 三輪寿壮 - 笠信太郎 |

### (事務局関係)
| - 堀江邑一 - 溝口勇一 | - 大山岩雄 | - 酒井三郎 | - 菅沼秀助 |

### 経済情勢研究会委員
| - 青山二郎 - 勝間田清一 - 田部井俊夫 - 笠信太郎 | - 稲葉秀三 - 木村禧八郎 - 平井羊三 - 和田耕作 | - 内山徳治 - 鹿喰清一 - 帆足計 | - 奥山貞二郎 - 田村勘次 - 正木千冬 |

### (事務局関係)
| - 堀江邑一 | - 岩崎英恭 | - 大浦威 | - 山崎和勝 |

### 労働問題研究会委員
| - 稲葉秀三 - 桐原葆見 - 平井羊三 | - 大河内一男 - 田村勘次 - 穂積七郎 | - 大沢三郎 - 鶴島瑞夫 - 美濃口時次郎 | - 風早八十二 - 中島仁之助 |

### (事務局関係)
| - 堀江邑一 | - 岩崎英恭 | - 大浦威 |

### 農業問題研究会委員
| - 石橋幸雄 - 川島一之助 - 田村勘次 - 東畑精一 | - 碓氷茂 - 近藤康男 - 千葉蓉山 - 野尻重雄 | - 遠藤三郎 - 島田日出夫 - 辻誠 - 三輪寿壮 | - 勝間田清一 - 鈴木徳一 - 角田藤三郎 - 橋本清之助 |

### (事務局関係)
| - 堀江邑一 | - 山崎和勝 |

### 教育問題研究会委員
| - 岩松五良 - 大島正徳 - 後藤隆之助 - 佐藤寛次 - 田沢義鋪 - 宗像誠也 | - 石井通則 - 香坂昌康 - 児玉九十 - 鈴木達治 - 三井透 | - 井上秀子 - 木村正義 - 後藤文夫 - 西村房太郎 - 細谷俊夫 | - 大塚惟精 - 木戸幡太郎 - 鈴木徳一 - 周郷博 - 宮島清 |

### (事務局関係)
| - 堀江邑一 | - 酒井三郎 | - 菅沼秀助 |

### 外交問題研究会委員
| - 有田八郎 - 伊藤正徳 - 後藤隆之助 - 西園寺公一 - 永井松三 - 古垣鉄郎 | - 青木一男 - 石田礼助 - 佐々弘雄 - 高橋亀吉 - 那須皓 - 松井春生 | - 芦田均 - 大蔵公望 - 佐田忠隆 - 高木八尺 - 林久治郎 - 益田豊彦 | - 伊藤述史 - 後藤文夫 - 佐藤安之助 - 平貞蔵 - 波多尚 - 山川端夫 |

## 後援
- 志賀直方[112]
- 三井財閥[113][114]
- 三菱財閥[113][114]
- 住友財閥[113][114]

## 年表
|  | 1932年5月  | 後藤隆之助が欧米視察の外遊に出かける。 |
|  | 1933年6月  | 後藤隆之助が欧米視察から帰国、国策研究会の設立を決意。 |
|  | 1933年9月  | 後藤隆之介と蠟山政道が軽井沢の近衛文麿を訪問し昭和研究会設立について相談する。 |
|  | 1933年10月 | 昭和研究会の前身である後藤隆之助事務所を青山に設立する。蠟山政道を主査として研究大綱を作成する。 |
|  | 1933年10月 | 教育研究会を開催する。後藤文夫・阿部重孝、関口泰、宮島清、木戸幡太郎他が出席。 |
|  | 1933年10月 | 財政部会を開催する。土方成美、青木徳三、河合吉成他が出席。 |
|  | 1933年11月 | 農林計画委員会を開催する。那須皓、東畑精一、小野武夫他が出席。 |
|  | 1933年11月 | 社会経済部会を開催する。松岡駒吉、麻生久、三輪寿壮、河合栄次郎他が出席。 |
|  | 1933年11月 | 金融問題研究会を開催する。新木栄吉、加納久朗、荒木幸太郎他が出席。 |
|  | 1933年12月 | 時事懇談会を開催する。那須皓、河合栄次郎、前田多門、佐藤寛次、有馬頼寧、蠟山政道、井川忠雄、後藤文夫、新木栄吉、河上丈太郎、松岡駒吉、田沢義輔、、田辺加多丸、後藤隆之助出席。席上昭和研究会の呼称を正式決定する。 |
|  | 1934年5月  | 近衛文麿、後藤政道渡米。 |
|  | 1934年8月  | 丸の内仲六号館に、昭和研究会事務所を移転する。 |
|  | 1935年3月  | 丸の内仲四号館に、昭和研究会事務所を移転する。 |
|  | 1936年11月 | 昭和研究会の設立趣意を明らかにし、幹事、常任委員、委員を発表する。 |
|  | 1936年11月 | 教育制度改革試案を発表する。 |
|  | 1937年3月  | 支那問題研究会発足。幹事は風早章。 |
|  | 1937年3月  | 公債問題研究会より戦争経済の研究調査を行う。 |
|  | 1937年6月  | 「研究大綱」を発表する。 |
|  | 1937年6月  | 支那問題研究会が北支事変処理及びその対策を報告する（堀江邑一・尾崎秀美・後藤貞治）。 |
|  | 1937年7月  | 資金統制研究会が貿易国際収支問題を報告する。 |
|  | 1937年7月  | 人事行政刷新新要項を発表する。 |
|  | 1937年10月 | 「非常時肥料対策要項」を発表する。軍需需要の増大で化学肥料の不足を補うため、化学肥料対策の樹立を提言する。 |
|  | 1937年10月 | 外交委員会にて対支政策の基調を決定する。 |
|  | 1937年12月 | 産業部会にて民間経済中枢機関試案を発表する。 |
|  | 1938年1月  | 教育行政改革私案を報告する。 |
|  | 1938年1月  | 教育問題研究会が教育行政改革案を決定する。 |
|  | 1938年1月  | 増税問題研究会が増税試案を発表する。 |
|  | 1938年2月  | 政治動向研究会が臨時経済調整庁案要項を発表する。 |
|  | 1938年3月  | 財政金融研究会が公債消化対策案を発表する。 |
|  | 1938年4月  | 昭和研究会の外郭団体として昭和同人会が発足する。 |
|  | 1938年4月  | 政治動向研究会にて内閣制度改革の途が決定される。 |
|  | 1938年5月  | 教育問題研究会より青年学校義務製案要綱が発表される。 |
|  | 1938年5月  | 政治動向研究会より支那事変を中心とする政治緊急対策が発表される。 |
|  | 1938年6月  | 事変対策委員会より支那事変に対処すべき根本方針および支那事変収拾の一般方針が発表される。 |
|  | 1938年7月  | 三木清より支那事変の世界史的意義が発表される。 |
|  | 1938年7月  | 政治動向研究会が貴族院改革要綱を発表する。議員の定数を皇族議員を除き300名とし、華族議員を100名、世襲制度の廃止を提唱した。                                                                                         |
|  | 1938年7月  | 貿易研究会より輸出入リンク制度試案が発表される。 |
|  | 1938年8月  | 内閣制度改革要綱を発表する。 |
|  | 1938年8月  | ブロック経済の生成とその意義を発表する。 |
|  | 1938年9月  | 支那問題研究会より漢口戦前後における支那事変対策が発表される。 |
|  | 1938年9月  | 農業団体統制研究会より農業団体統制試案が配布される。 |
|  | 1938年10月 | 国民運動方針について討議を行う。 |
|  | 1938年11月 | 近衛首相が、東亜新秩序建設声明を出す。 |
|  | 1938年11月 | 蠟山政道が「東亜協同体の理論」を発表する。 |
|  | 1938年12月 | 予算編成研究会が予算編成に関する研究覚書を発表する。 |
|  | 1938年12月 | 東亜経済ブロック研究会が東亜ブロック経済研究覚書を配布する。 |
|  | 1938年12月 | 外交委員会が支那事変の現段階における帝国の外交方針を決定する。 |
|  | 1939年1月  | 三木清が新日本の思想原理を発表する。 |
|  | 1939年2月  | 農業政策研究会より長期戦における農業経済の動向が発表される。 |
|  | 1939年2月  | 国民運動研究会の設立経緯を発表する。 |
|  | 1939年4月  | 農業政策研究会より労働人口の産業別厚生変化の農業に及ぼす影響が発表される。 |
|  | 1939年5月  | 農業政策研究会より重化学工業発展の農業に及ぼす影響が発表される。 |
|  | 1939年6月  | 東亜政治研究会より東亜新秩序建設の基調が発表される。 |
|  | 1939年6月  | 長期建設下農業政策試案要綱を発表する。 |
|  | 1939年6月  | 東亜ブロック経済研究会覚書を発表する。 |
|  | 1939年6月  | 教育研究会より中等学校改革案が発表される。 |
|  | 1939年7月  | 外交研究会が東亜新秩序建設のための外交方策を作成する。 |
|  | 1939年7月  | 外交研究会より帝国の朝鮮統治策が発表される。 |
|  | 1939年8月  | 東亜経済ブロック研究会よりブロック経済の本質に関する研究が発表される。 |
|  | 1939年8月  | 政治部会が行政組織改革案を作成する。 |
|  | 1939年9月  | 協同主義の哲学的基礎を発表する。 |
|  | 1939年10月 | 労働問題研究会が長期建設期における我国労働政策を発表する。 |
|  | 1939年10月 | 労働問題研究会が長期建設期における我国労働政策を発表する。 |
|  | 1939年10月 | 政治部会にて国民組織問題を作成する。 |
|  | 1939年10月 | 労働新体制概論を発表。 |
|  | 1939年11月 | 東亜政治研究会が東亜ブロックの基調を発表する。 |
|  | 1939年12月 | 外交研究会が日米関係と9ヵ国条約の処理方針を発表する。 |
|  | 1939年12月 | 地方制度改革要綱を発表する。 |
|  | 1940年2月  | 食糧政策の大綱を発表する。 |
|  | 1940年2月  | 我国配給機構改革試案を発表する。 |
|  | 1940年3月  | 東亜政治研究会が東亜新秩序の指導原理と具体的方策を発表する。 |
|  | 1940年3月  | 昭和塾設立。 |
|  | 1940年5月  | 東亜ブロック経済研究会が支那新中央政権と通貨対策を発表する。 |
|  | 1940年5月  | 政治機構研究会が政治機構改新大綱を発表する。 |
|  | 1940年6月  | 東亜新秩序の建設の理論と方策を発表する。 |
|  | 1940年8月  | 日本経済再編成試案を発表する。。 |
|  | 1940年8月  | 新体制要綱を発表する。。 |
|  | 1940年9月  | 国民運動研究会が解散。。 |
|  | 1940年10月 | 農業政策大綱を発表する。。 |
|  | 1940年11月 | 支那新中央政権と通貨対策、支那新弊制問題とその処理方策、女子労働力に関する報告、インフレーション研究を発表する。。                                                                                                 |
|  | 1940年11月 | 昭和研究会解散。 |
|  | 1941年10月 | 昭和塾解散。 |

## 評価
竹内洋は昭和研究会について以下のように評価している。
マイルズ・フレッチャー (ノースカロライナ大学教授）は昭和研究会について以下のように評している。
内田弘は昭和研究会、特に三木清の役割について以下のように評価している。
遠山茂樹、今井清一、藤原彰は昭和研究会について以下のように評価している。

## 関連文献
- Ito, Tomohide (2019年11月). Militarismus des Zivilen in Japan 1937-1940: Diskurse und ihre Auswirkungen auf politische Entscheidungsprozesse. Reihe zur Geschichte Asiens; Bd. 19 (1 ed.). Iudicium Verlag. ISBN 9783862052202

本書は、国策研究会と比較しながら昭和研究会の思考様式、政治行動を分析している。また、国策研究会との関係を社会ネットワーク分析を用いながら定量的に捉えている。分析対象としている政治行動は、電力国家管理法の成立過程 (1937－38年）、国民健康保険法の成立過程 (1937－38年）、大政翼賛会設立のための準備過程 (1940年）における昭研のそれである。

### 引用
1. ↑  元東京朝日新聞。（昭和同人会編著「戦争終結の叫びも悲劇に終わった知識人の集団 昭和研究会」106頁8行目より引用）
2. ↑  新聞社論説委員。(酒井三郎著「昭和研究会 ある知識人集団の軌跡」172頁17行目より引用）
3. ↑  文部省。(酒井三郎著「昭和研究会 ある知識人集団の軌跡」173頁1行目〜2行目より引用）
4. ↑  朝日新聞社所属。(酒井三郎著「昭和研究会 ある知識人集団の軌跡」62頁9行目より引用）
5. ↑  東京大学。(昭和同人会編著「戦争終結の叫びも悲劇に終わった知識人の集団 昭和研究会」105頁8行目より引用）
6. ↑  経済評論家。(酒井三郎著「昭和研究会 ある知識人集団の軌跡」56頁6行目より引用）
7. ↑  蠟山政道や松本重治が設立した東京政治研究所研究員。(酒井三郎著「昭和研究会 ある知識人集団の軌跡」22頁5行目〜6行目より引用）
8. ↑  東洋経済新報社から高橋亀吉研究所研究員。(酒井三郎著「昭和研究会 ある知識人集団の軌跡」22頁2行目〜3行目より引用）
9. ↑  社会科学研究会および新人会に参加しており、その後、日本共産青年同盟のオルグとして逮捕された後に転向した。(酒井三郎著「昭和研究会 ある知識人集団の軌跡」46頁15行目〜17行目より引用）
10. ↑  ダイヤモンド社社長。(酒井三郎著「昭和研究会 ある知識人集団の軌跡」55頁10行目より引用）
11. ↑  朝鮮総督府長官を務めた。(酒井三郎著「昭和研究会 ある知識人集団の軌跡」57頁7行目より引用）
12. ↑  銀行家で、後に日本興業銀行総裁になった。(酒井三郎著「昭和研究会 ある知識人集団の軌跡」57頁11行目より引用）
13. ↑  京都大学教授で経済学博士。(酒井三郎著「昭和研究会 ある知識人集団の軌跡」57頁15行目より引用）
14. ↑  鐘紡社長。(酒井三郎著「昭和研究会 ある知識人集団の軌跡」58頁1行目より引用）
15. ↑  労働科学研究所所長。(酒井三郎著「昭和研究会 ある知識人集団の軌跡」58頁1行目より引用）
16. ↑  満鉄北支所長。(酒井三郎著「昭和研究会 ある知識人集団の軌跡」87頁15行目より引用）
17. ↑  遅くとも1937年 (昭和12年）6月頃までには昭和研究会に参加している。(三木清著「三木清　東亜協同体論集 略年譜」263頁 上段 3〜4行目より引用)
18. ↑  蠟山は1933年の結成に参画し、5年後に笠と三木が加わった。(マイルズ・フレッチャー著　「知識人とファシズム 近衛新体制と昭和研究会」157頁3〜4行目より引用）
19. ↑  昭　京大経入学、昭和5年産業労働調査所、山崎経済研究所、昭和13年国民運動研究会。(有馬学著「戦時労働政策の思想：昭和研究会労働問題研究会を中心に」3頁13行目より引用）
20. ↑  内閣調査局から商工会議所専務理事となる。(酒井三郎著「昭和研究会 ある知識人集団の軌跡」131頁6行目〜7行目より引用）
21. ↑  昭和十四年初め非売品・配布。のち十五年八月出版公表。(酒井三郎著「昭和研究会 ある知識人集団の軌跡」138頁11行目〜12行目より引用）
22. ↑  満鉄東京支社長。(酒井三郎著「昭和研究会 ある知識人集団の軌跡」66頁10行目より引用）
23. ↑  中日実業副総裁。(酒井三郎著「昭和研究会 ある知識人集団の軌跡」66頁11行目より引用）
24. ↑  日華実業協会。(酒井三郎著「昭和研究会 ある知識人集団の軌跡」66頁12行目より引用）
25. ↑  東京日日新聞社。(酒井三郎著「昭和研究会 ある知識人集団の軌跡」67頁1行目より引用）
26. ↑  日本外事協会。(酒井三郎著「昭和研究会 ある知識人集団の軌跡」69頁4行目より引用）
27. ↑  大原研究所。(酒井三郎著「昭和研究会 ある知識人集団の軌跡」69頁4行目より引用）
28. ↑  外務省情報部。(酒井三郎著「昭和研究会 ある知識人集団の軌跡」69頁5行目より引用）
29. ↑  読売新聞社。(酒井三郎著「昭和研究会 ある知識人集団の軌跡」69頁5行目より引用）
30. ↑  同盟通信社。(酒井三郎著「昭和研究会 ある知識人集団の軌跡」69頁5行目より引用）
31. ↑  外務省。(昭和同人会編著「戦争終結の叫びも悲劇に終わった知識人の集団 昭和研究会」105頁11行目より引用）
32. ↑  外務省。(昭和同人会編著「戦争終結の叫びも悲劇に終わった知識人の集団 昭和研究会」105頁13行目より引用）
33. ↑  昭和40年生、昭和6年京大文卒、昭和9年東大経卒、昭和7年協調会嘱託、昭和12年企画庁嘱託、昭和13年企画院調査官。(有馬学著「戦後労働政策の思想：昭和研究会労働問題研究会を中心に」3頁8行目より引用）
34. ↑  正木、奥山、勝間田は、1935年に内閣調査局が設置されたときから、1937年に企画庁そして企画院に改組されるまでずっと研究会に参加していた。(マイルズ・フレッチャー著「知識人とファシズム 近衛新体制と昭和研究会」215頁5行目〜7行目より引用）
35. ↑  明34生、大13慶大経卒、時事新聞記者。(有馬学著「戦時労働政策の思想：昭和研究会労働問題研究会を中心に」3頁14行目より引用）
36. ↑  昭11内閣調査局嘱託、髙橋経済研究所、昭19大日本翼賛壮年団調査部長。(有馬学著「戦時労働政策の思想：昭和研究会労働問題研究会を中心に」3頁14行目より引用）
37. ↑  明38生、昭4東大経卒、同助手、昭4年同助教授、同19年教授。(有馬学著「戦時労働政策の思想：昭和研究会労働問題研究会を中心に」3頁10行目より引用）
38. ↑  明37生、昭5東大経卒、商工省工務局、昭9日本労働総同盟本部員、昭18大日本翼賛壮年団勤労主査。(有馬学著「戦時労働政策の思想：昭和研究会労働問題研究会を中心に」4頁2行目より引用）
39. ↑  明38生、昭4東大経卒、国際労働局東京支局、内閣調査局、昭12企画庁嘱託、昭15企画院調査官、昭16大日本産業報国会労務局管理副部長。(有馬学著「戦時労働政策の思想：昭和研究会労働問題研究会を中心に」3頁15行目より引用）
40. ↑  明38生、昭2東京商大卒、協調会嘱託、昭10内閣調査局専門委員、昭12企画庁副調査官、昭13企画院調査官、昭19厚生省労務官。(有馬学著「戦時労働政策の思想：昭和研究会労働問題研究会を中心に」4頁3行目より引用）
41. ↑  明32生、大11東大法卒、昭2九大助教授、昭5産業労働調査所、昭7日本共産党入党、昭14日本労働科学研究所。(有馬学著「戦時労働政策の思想：昭和研究会労働問題研究会を中心に」3頁11行目より引用）
42. ↑  協調会嘱託、産業報国連盟理事、昭17大政翼賛会調査局副部長。(有馬学著「戦時労働政策の思想：昭和研究会労働問題研究会を中心に」4頁1行目より引用）
43. ↑  新しい国民運動は、時の権力者や有名大家に依存すべきではなく、革新日本の基本原理のもとに何者にも掣肘されざる同士結集でなければならないと提言する(昭和同人会編著、後藤隆之助監修　戦争終結の叫びも悲劇に終わった知識人の集団 昭和研究会　関連年表・資料・名簿　13頁右段25行目〜30行目より引用）
44. ↑  世界情勢は従来の自由主義的な世界秩序に依存できなくなったことが戦争の動因となり、自給自足経済に傾斜するとともに、これが対外的には自給自足政策となり、対外的には国家が自ら生産需給の調整に当たる統制政策を生み、国内政治の強権が進行したと報告し、ブロック経済は国防経済の独立性の要求から出発し、国際秩序に対する新しき要求でなければならぬと提言(昭和同人会編著、後藤隆之助監修　戦争終結の叫びも悲劇に終わった知識人の集団 昭和研究会　関連年表・資料・名簿　14頁右段3行目〜15行目より引用）
45. ↑  第一に支那の民族主義の必然性を認めることを指摘し、全体主義が陥りがちな統制主義を排して、新しき全体主義は民族協同の協同主義に立脚すべきだと提言(昭和同人会編著、後藤隆之助監修　戦争終結の叫びも悲劇に終わった知識人の集団 昭和研究会　関連年表・資料・名簿　14頁右段3行目〜15行目より引用）
46. ↑  産業報国運動は、単なる精神運動または報国会・連合中央会などの機構整備運動としてではなく、国家における生産力のもっとも効果的な運用のための協力運動たるべきもので、広くは労働新秩序建設の包括的な運動でなければならないと主張する(昭和同人会編著、後藤隆之助監修　戦争終結の叫びも悲劇に終わった知識人の集団 昭和研究会　関連年表・資料・名簿　15頁右段5行目〜13行目より引用）
47. ↑  現代国家は国民生活全般にわたって強力な集中・統合・協力・一元化が必要で、協同体的計画経済または経済統制体制と国民大衆の基礎に立つ集中執政形態を取るべきであり、この見地から議会制度・地方制度・官吏制度の改革案を提示した(昭和同人会編著、後藤隆之助監修　戦争終結の叫びも悲劇に終わった知識人の集団 昭和研究会　関連年表・資料・名簿　16頁右段31行目〜17頁5行目より引用）
48. ↑  新秩序の成敗を決するものは、日本が関係諸民族の民族主義的欲求をいかに満足せしめるかに帰着すると提言(昭和同人会編著、後藤隆之助監修　戦争終結の叫びも悲劇に終わった知識人の集団 昭和研究会　関連年表・資料・名簿　17頁左段7行目〜11行目より引用）
49. ↑  東亜新秩序建設には、平時体制や戦時体制でない長期建設体制の編成が要請されており、現実の経済統制は経営を被統制客体としているがこれを経営機能の分担者たらしめなければならないと主張する(昭和同人会編著、後藤隆之助監修　戦争終結の叫びも悲劇に終わった知識人の集団 昭和研究会　関連年表・資料・名簿　17頁左段32行目〜右段4行目より引用）
50. ↑  新体制は世界の新情勢に即応しつつ、我が国際環境の難関突破を目指し、国家総力の一大飛躍を遂げる体制を整備するため、新しい国民組織を推進しなければならないと主張する(昭和同人会編著、後藤隆之助監修　戦争終結の叫びも悲劇に終わった知識人の集団 昭和研究会　関連年表・資料・名簿　17頁右段11行目〜17行目より引用）
51. ↑  国研会は後藤隆之助等によって、昭和研究会の実践団体として国民再組織運動に挺身してきたが、大政翼賛会発足とともにその使命を終わり、発展的解消を決定した(昭和同人会編著、後藤隆之助監修　戦争終結の叫びも悲劇に終わった知識人の集団 昭和研究会　関連年表・資料・名簿　17頁右段29行目〜34行目より引用）
52. ↑  農業生産力の飛躍的発展のため、日満支の相互依存を強化し、統制経済の一環として新しい生産性を生み出さねばならないと主張する(昭和同人会編著、後藤隆之助監修　戦争終結の叫びも悲劇に終わった知識人の集団 昭和研究会　関連年表・資料・名簿　18頁左段13行目〜17行目より引用）